# Атомска тежина
Атомска тежина или релативна атомска маса је број који показује колико пута један репрезентативни атом одређеног хемијског елемента има већу масу од 1/12 атома изотопа 12C, при чему се под појмом репрезентативни атом мисли на атом средње тежине пропорционално измерен од свих стабилних изотопа датог елемента у односу на њихову распрострањеност.
Атомска маса није исто што и атомска тежина, мада су на планети Земљи оне нумерички једнаке. Атомска маса не зависи од гравитационог убрзања. Релативну атомску масу чини маса нуклеона. Релативна атомска маса се израчунава у односу на масу једног нуклеона.
Иначе, релативна атомска маса је број који се не може представити мерном јединицом и једнак је збиру броја протона и неутрона у атомском језгру. На пример: релативна атомска маса азота N је 7 + 7 = 14. Релативна атомска је број који има широку примену у стехијометријским израчунавањима, јер се помоћу њега може израчунати релативна молекулска маса једињења, моларна маса и маса атома у килограмима. Маса атома се рачуна тако што се релативна атомска маса помножи са унификованом атомском масом u=1,675 x 10-27 kg.

## Тежина
Раније се ова тежина дефинисала у односу на тежину водониковог атома па на шеснаестину (1/16) кисеониковог атома (атомска тежина кисеоника је око 16). Стварна тежина атома је толико мала да би било врло незгодно користити се тим бројевима при разним израчунавањима. Тако, на пример, стварна тежина водониковог атома износи:
0,000000000000000000000000167 грама
или другачије написано 1,67x10−24g
Тако је, на пример атомска тежина азота 14,00764, што значи да је атом азота 14,00764 пута тежи од 1/12 тежине атома угљениковог изотопа 12C .
Атомске тежине одговарају средњој вредности тежине атома присутних изотопа, што је један разлог да готово редовно атомске тежине хемијских елемената нису цели бројеви. Други разлог је дефект масе.

## Израчунавање
За израчунавање стварне (апсолутне) тежине атома полази се од чињенице да грам атоми свих елемената садрже једнак број атома, иако су у питању различите тежинске количине елемената.
Број атома који се налази у једном грам атому било ког елемента износи 6,023x1023атома. Овај број се обележава са N и назива се Авогадров број. Помоћу Авогадровог броја се може израчунати стварна тежина било ког атома, тако што се подели тежина грам атома датог елемента са бројем N.
- Пример:

Тежина кисеоника = грам атом кисеоника : N =
15,9994g : 6,022x1023 =
26,6x10−24g
Значи, кисеоник је тежак 26,6x10−24g

## 1993 Стандардне атомске тежине које препоручује IUPAC
Број у округлој загради представља неизвесност на последњој цифри. Број у угластој загради је масени број најдуже живећег изотопа елемента који нема стабилних изотопа и за који стандардна атомска тежина не може да се дефинише.
| Редни број | Хемијски симбол | Име           | Атомска тежина |
| ---------- | --------------- | ------------- | -------------- |
| 1          | H               | Водоник       | 1.00794(7)     |
| 2          | He              | Хелијум       | 4.002602(2)    |
| 3          | Li              | Литијум       | 6.941(2)       |
| 4          | Be              | Берилијум     | 9.012182(3)    |
| 5          | B               | Бор           | 10.811(5)      |
| 6          | C               | Угљеник       | 12.011(1)      |
| 7          | N               | Азот          | 14.00674(7)    |
| 8          | O               | Кисеоник      | 15.9994(3)     |
| 9          | F               | Флуор         | 18.9984032(9)  |
| 10         | Ne              | Неон          | 20.1797(6)     |
| 11         | Na              | Натријум      | 22.989768(6)   |
| 12         | Mg              | Магнезијум    | 24.3050(6)     |
| 13         | Al              | Алуминијум    | 26.981539(5)   |
| 14         | Si              | Силицијум     | 28.0855(3)     |
| 15         | P               | Фосфор        | 30.973762(4)   |
| 16         | S               | Сумпор        | 32.066(6)      |
| 17         | Cl              | Хлор          | 35.4527(9)     |
| 18         | Ar              | Аргон         | 39.948(1)      |
| 19         | K               | Калијум       | 39.0983(1)     |
| 20         | Ca              | Калцијум      | 40.078(4)      |
| 21         | Sc              | Скандијум     | 44.955910(9)   |
| 22         | Ti              | Титанијум     | 47.867(1)      |
| 23         | V               | Ванадијум     | 50.9415(1)     |
| 24         | Cr              | Хром          | 51.9961(6)     |
| 25         | Mn              | Манган        | 54.93805(1)    |
| 26         | Fe              | Гвожђе        | 55.845(2)      |
| 27         | Co              | Кобалт        | 58.93320(1)    |
| 28         | Ni              | Никл          | 58.6934(2)     |
| 29         | Cu              | Бакар         | 63.546(3)      |
| 30         | Zn              | Цинк          | 65.39(2)       |
| 31         | Ga              | Галијум       | 69.723(1)      |
| 32         | Ge              | Германијум    | 72.61(2)       |
| 33         | As              | Арсен         | 74.92159(2)    |
| 34         | Se              | Селен         | 78.96(3)       |
| 35         | Br              | Бром          | 79.904(1)      |
| 36         | Kr              | Криптон       | 83.80(1)       |
| 37         | Rb              | Рубидијум     | 85.4678(3)     |
| 38         | Sr              | Стронцијум    | 87.62(1)       |
| 39         | Y               | Итријум       | 88.90585(2)    |
| 40         | Zr              | Цирконијум    | 91.224(2)      |
| 41         | Nb              | Ниобијум      | 92.90638(2)    |
| 42         | Mo              | Молибден      | 95.94(1)       |
| 43         | Tc              | Техницијум    | [98]           |
| 44         | Ru              | Рутенијум     | 101.07(2)      |
| 45         | Rh              | Родијум       | 102.90550(3)   |
| 46         | Pd              | Паладијум     | 106.42(1)      |
| 47         | Ag              | Сребро        | 107.8682(2)    |
| 48         | Cd              | Кадмијум      | 112.411(8)     |
| 49         | In              | Индијум       | 114.818(3)     |
| 50         | Sn              | Калај         | 118.710(7)     |
| 51         | Sb              | Антимон       | 121.760(1)     |
| 52         | Te              | Телур         | 127.60(3)      |
| 53         | J               | Јод           | 126.90447(3)   |
| 54         | Xe              | Ксенон        | 131.29(2)      |
| 55         | Cs              | Цезијум       | 132.90543(5)   |
| 56         | Ba              | Баријум       | 137.327(7)     |
| 57         | La              | Лантан        | 138.9055(2)    |
| 58         | Ce              | Цер           | 140.115(4)     |
| 59         | Pr              | Празеодијум   | 140.90765(3)   |
| 60         | Nd              | Неодијум      | 144.24(3)      |
| 61         | Pm              | Прометијум    | [145]          |
| 62         | Sm              | Самаријум     | 150.36(3)      |
| 63         | Eu              | Еуропијум     | 151.965(9)     |
| 64         | Gd              | Гадолинијум   | 157.25(3)      |
| 65         | Tb              | Тербијум      | 158.92534(3)   |
| 66         | Dy              | Диспрозијум   | 162.50(3)      |
| 67         | Ho              | Холмијум      | 164.93032(3)   |
| 68         | Er              | Ербијум       | 167.26(3)      |
| 69         | Tm              | Тулијум       | 168.93421(3)   |
| 70         | Yb              | Итербијум     | 173.04(3)      |
| 71         | Lu              | Лутецијум     | 174.967(1)     |
| 72         | Hf              | Хафнијум      | 178.49(2)      |
| 73         | Ta              | Тантал        | 180.9479(1)    |
| 74         | W               | Волфрам       | 183.84(1)      |
| 75         | Re              | Ренијум       | 186.207(1)     |
| 76         | Os              | Осмијум       | 190.23(3)      |
| 77         | Ir              | Иридијум      | 192.217(3)     |
| 78         | Pt              | Платина       | 195.08(3)      |
| 79         | Au              | Злато         | 196.96654(3)   |
| 80         | Hg              | Жива          | 200.59(2)      |
| 81         | Tl              | Талијум       | 204.3833(2)    |
| 82         | Pb              | Олово         | 207.2(1)       |
| 83         | Bi              | Бизмут        | 208.98037(3)   |
| 84         | Po              | Полонијум     | [209]          |
| 85         | At              | Астат         | [210]          |
| 86         | Rn              | Радон         | [222]          |
| 87         | Fr              | Францијум     | [223]          |
| 88         | Ra              | Радијум       | [226]          |
| 89         | Ac              | Актинијум     | [227]          |
| 90         | Th              | Торијум       | 232.0381(1)    |
| 91         | Pa              | Протактинијум | 231.03588(2)   |
| 92         | U               | Уранијум      | 238.0289(1)    |
| 93         | Np              | Нептунијум    | [237]          |
| 94         | Pu              | Плутонијум    | [244]          |
| 95         | Am              | Америцијум    | [243]          |
| 96         | Cm              | Киријум       | [247]          |
| 97         | Bk              | Берклијум     | [247]          |
| 98         | Cf              | Калифорнијум  | [251]          |
| 99         | Es              | Ајнштајнијум  | [252]          |
| 100        | Fm              | Фермијум      | [257]          |
| 101        | Md              | Мендељевијум  | [258]          |
| 102        | No              | Нобелијум     | [259]          |
| 103        | Lr              | Лоренцијум    | [262]          |
| 104        | Rf              | Радерфордијум | [261]          |
| 105        | Ha              | Дубнијум      | [262]          |

Табела је извађена из извештаја IUPAC-а објављеног у часопису „Atomic weights of the elements 1993”. Pure and Applied Chemistry. 66 (12): 2423—2444. 1994. doi:10.1351/pac199466122423..
1997, IUPAC:104-[Rf] Rutherfordium; 105-[Db]Dubnium; 106-[Sg]Seaborgium;107-[Bh]Bohrium;108-[Hs]Hassium;109-[Mt]Meitnerium; 110-?